# USS Lexington (CV-16)
«Лексінгтон» (англ. USS Lexington (CV-16)) — важкий ударний авіаносець США періоду Другої світової війни типу «Ессекс».
Сьомий корабель з цією назвою у ВМС США.

## Історія створення

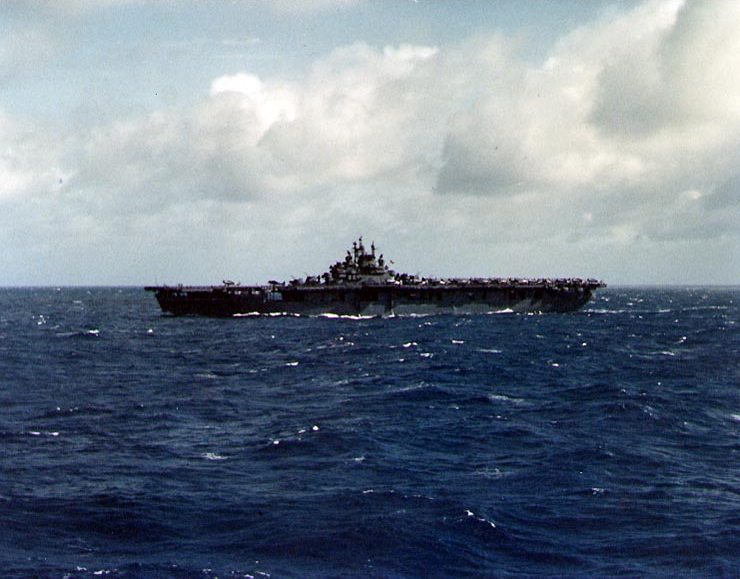
«Лексінгтон» у 1943 році

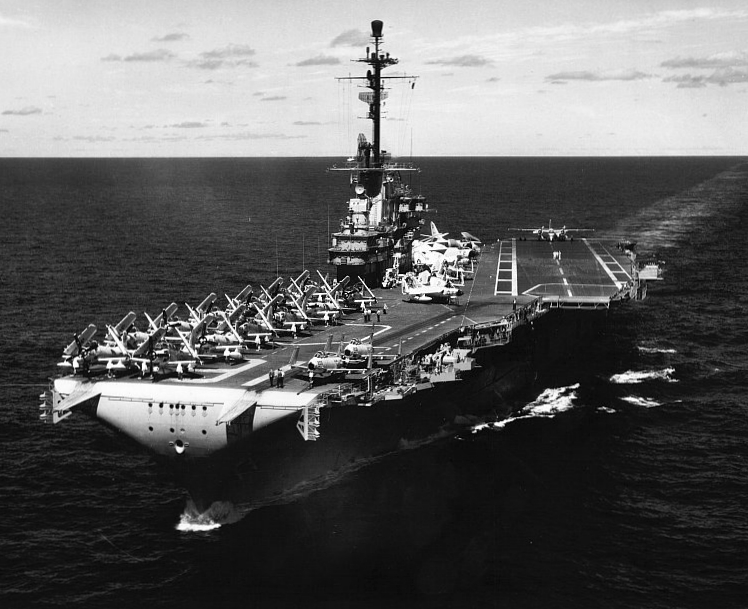
Авіаносець «Лексінгтон» після програми модернізації SCB-125, 1958 рік

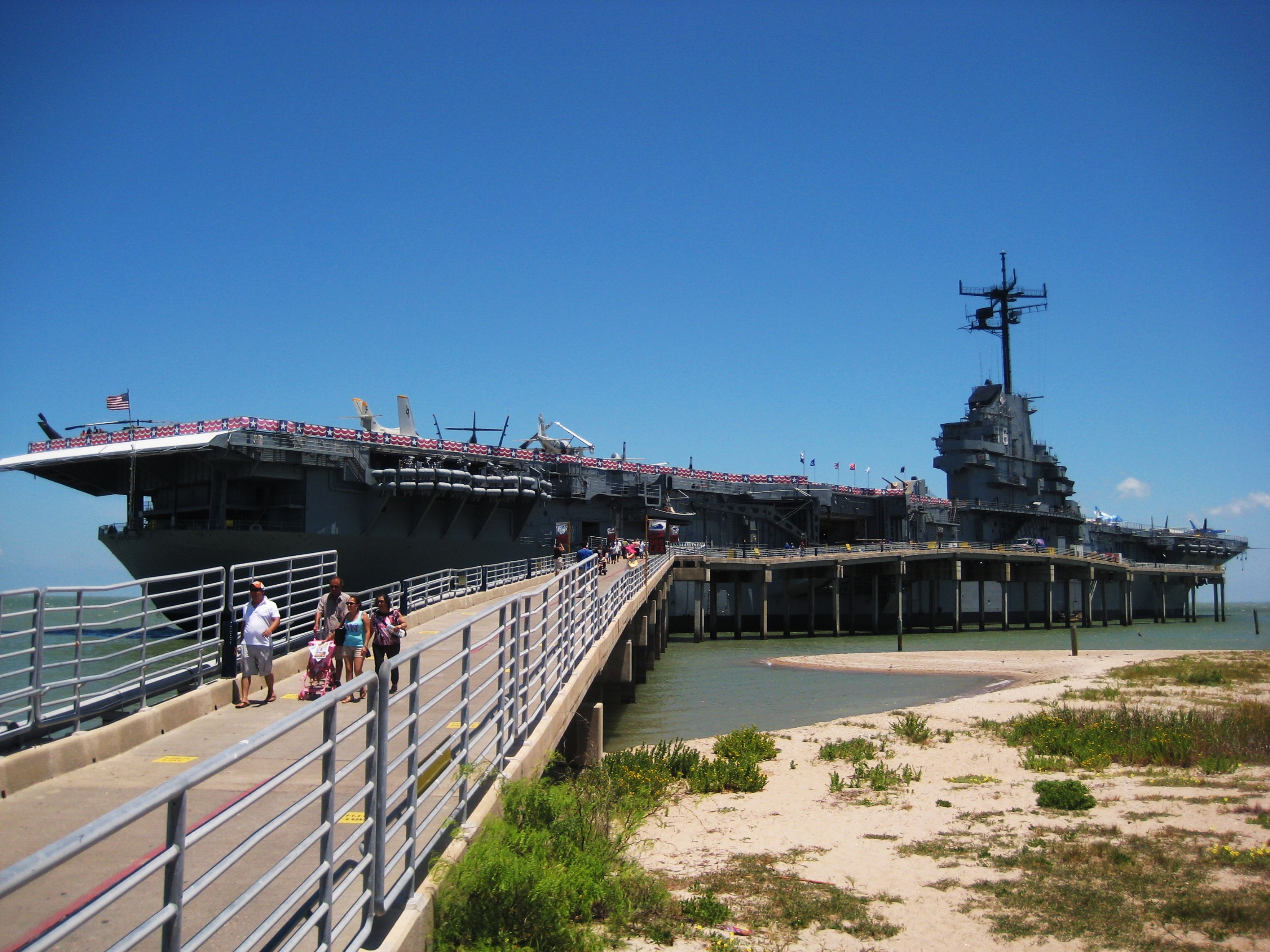
корабель-музей «Лексінгтон» в Корпус-Крісті

Авіаносець «Лексінгтон» був закладений 15 липня 1941 року на верфі Bethlehem Steel Corporation під ім'ям USS Cabot (CV-16), але 16 червня 1942 року перейменований на «Лексінгтон», на честь однойменного корабля, який 8 травня 1942 року загинув в битві в Кораловому морі. Спущений на воду 23 вересня 1942 року, вступив до строю 17 лютого 1943 року.

## Історія служби

### Друга світова війна
Після вступу у стрій та тренувального плавання в Карибському морі 9 серпня 1943 року «Лексінгтон» прибув у Перл-Гарбор з авіагрупою CVG-16 на борту.
Корабель отримав від японців прізвисько «Блакитний привид» (англ. The Blue Ghost).
Авіаносець брав участь в рейдах на Острови Гілберта (18.09.1943 року), Вейк (05-06.10.1943 року), забезпечував висадку десанту на Острови Гілберта (13.11-08.12.1943 року).
4 грудня 1943 року корабель був пошкоджений влучанням торпеди, скинутої з японського літака G4M «Бетті». Вибухом, який стався в кормовій частині по правому борту, була знищена стернова машина та заклинене стерно. Втрати екіпажу склали 9 чоловік убитими та 35 пораненими. Авіаносець вирушив на ремонт.
Після ремонту, в кінці березня 1944 року «Лексінгтон» повернувся на ТВД, де завдавав ударів по японських базах на островах Палау (30.03-01.04.1944 року) та Трук (29-30.04.1944 року), забезпечував десантну операцію в районі Голландіа (о. Нова Гвінея, 21-29.04.1944 року), брав участь в десантній операції на о. Сайпан (11-23.06.1944 року) та битві у Філіппінському морі (19-20.06.1944 року).
7 липня 1944 року авіаносець прийняв на борт авіагрупу CVG-19, з якою прикривав висадку десанту на Західні Каролінські острови (28.08-24.09.1944 року), брав участь в рейді на японські бази та аеродроми на островах Рюкю, Формоза та Лусон (10-20.10.1944 року), десантній операції (20.10-06.11.1944) та битві в затоці Лейте (23-26.10.1944 року). Літаки з «Лексінгтона» взяли участь в потопленні японського лінкора «Мусаші» (24.10.1944), авіаносців «Дзуйкаку», «Тітосе» та «Тійода» (25.10.1944), знищили важкий крейсер «Наті» (05.11.1944).
6 листопада 1944 року авіаносець був серйозно пошкоджений влучанням камікадзе в острівну надбудову (загинуло 50 чоловік, поранено 132), після чого вирушив на ремонт на передову базу.
Але вже через 17 днів корабель вернувся у стрій з авіагрупою CVG-20, після чого завдавав ударів по аеродромах на островах Лусон (11-18.12.1944 року), здійснив рейд на японські бази на островах Формоза, Рюкю, Лусон, в Індокитаї та Гонконгу (30.12.1944-22.01.1945 року).
З 3 лютого 1945 року «Лексінгтон» діяв з авіагрупою CVG-9 на борту, брав участь в нальотах на Токіо, Йокогаму, забезпечував висадку десанту на о. Іодзіму (11.02-02.03.1945 року). На початку березня 1945 року авіаносець вирушив для ремонту в США.
Після ремонту 13 червня 1945 року «Лексінгтон» з авіагрупою CVG-94 увійшов до складу 3-го флоту. Завдавав ударів по о. Вейк (20.06.1945 року), Токіо, Кобе, Нагої, Куре, Майдзуру, о. Хоккайдо (10-18, 24-30.07, 09-15.08.1945 року).
За роки війни літаки з «Лексінгтона» збили 485 японських літаків.

### Післявоєнна служба
23 квітня 1947 року авіаносець «Лексінгтон» був виведений в резерв. 1 жовтня 1952 року перекласифікований в ударний авіаносець CVA-16.
Протягом вересня 1953 — серпня 1955 року авіаносець пройшов модернізацію за програмами SCB-27 та SCB-125, внаслідок яких він отримав кутову палубу, нову острівну надбудову, нові катапульти, штормовий ніс (англ. Hurricane bow), після чого міг приймати нові реактивні літаки.
Корабель знову вступив у стрій 1 вересня 1955 року. 1 жовтня 1962 року «Лексінгтон» був перекласифікований в протичовновий авіаносець CVS-16, але фактично використовувався як навчальний авіаносець в центрі підготовки морських льотчиків в Пенсаколі. Протягом багатьох років авіаносець здійснював тренувальні плавання в Мексиканській затоці.
8 листопада 1991 авіаносець «Лексінгтон» був урочисто виведений з бойового складу флоту, 30 листопада виключений зі списків флоту та перетворений в музей, який відкрився Корпус-Крісті 14 листопада 1992 року.

## В популярній культурі
Авіаносець «Лексінгтон» знімався у фільмі «Мідвей» та серіалі «War and Remembrance», де грав роль інших кораблів: «Йорктауна» та «Ентерпрайза» відповідно.
У 2001 році «Лексінгтон» знімався у фільмі «Перл-Гарбор», де грав роль японського авіаносця.
На кораблі також було знято декілька передач з циклів "Ghost Hunter"s та «Ghost Lab» телеканалу Діскавері.